# Yerba Buena Tunnel
Le Yerba Buena Tunnel est un tunnel routier américain à San Francisco, en Californie. Situé sur Yerba Buena Island, il permet la jonction entre les deux parties du Bay Bridge, un pont qui franchit la baie de San Francisco.